# Иштван Гуткелед
Иштван (Стефан) I Гуткелед (венг. Gutkeled nembeli (I.) István, нем. Stephan von Agram ; ? — 1259) — крупный венгерский аристократ, первый известный член рода Гуткелед. Он управлял герцогством Штирия от имени короля Венгрии Белы и герцога Стефана с 1254 года до своей смерти.
Занимал должности конюшего (1242—1245), королевского судьи (1245—1246), палатина Венгрии (1246—1248) и бана Славонии (1248—1259).

## Происхождение и семейные отношения

Герб клана Гуткелед

Иштван родился в семье Гуткелед, клане немецкого происхождения, который переселился из герцогства Швабия в королевство Венгрия во время правления короля Петра в середине XI века, согласно Шимону из Кезы «Деяния гуннов и венгров». Отец Иштвана был Драгун из сарвармоносторской ветви клана. Могущественные бароны Миклош I и Апай Гуткеледы были двоюродными братьями Драгуна, однако все их предки не могут быть идентифицированы, поэтому нет возможности связать ветвь из Сарвармоностора с другими ветвями клана. Иштван Гуткелед был единственным известным сыном Драгуна.
Он считается предком и первым членом семьи Маджад. У него было четыре сына от неизвестной жены: Миклош II (королевский судья), Иоахим (глава казначейства), Иштван II (королевский судья) и Пал (бан Северина). Благодаря своему младшему сыну Палу Иштван был также предком дворянских семей: Маджади, Буткаи, Кешег-де-Бутка, Марки, Малкаи, Чатари, Раскаи, Фейес-де-Раска и Видфи-де-Раска.
Иоахим Гуткелед, его второй сын, был одним из самых печально известных ранних олигархов во время хаотического правления Ласло IV в 1270-х гг. Он даже похитил молодого короля Ласло и установил доминион в Славонии, заменив королевскую власть. После его смерти в 1277 году, его провинция была разделена между кланами Кесеги и Бабоничами, таким образом, ветвь Маджад сократилась, в то время как другие ветви клана Гуткеледов (например, ветвь Ракамаж, где зародилась престижная семья Батори.

## Карьера в Венгрии
Свою политическую карьеру Иштван Гуткелед начал при герцогском дворе Андрея, князя Галицкого (1210—1233/1234), младшего сына короля Венгрии Андраша II, где он служил между 1231 и 1234 годами. Когда молодой принц умер бездетным в 1234 году, Иштван покинул Галицкое княжество. После смерти короля Андраша II в следующем году он стал верным сторонником Белы IV, который вступил на венгерский престол в 1235 году. Когда монголы напали на Венгрию в 1241 году, Иштван Гуткелед участвовал в битве при Мохи, где венгерская королевская армия потерпела сокрушительное поражение от орды Бату-хана. Он смог бежать с поля боя и позже присоединился к убегающему королю Беле IV, который бежал в Далмацию.
После смерти Вильгельма из Сент-Омера, дальнего родственника короля, Иштван Гуткелед был назначен конюшим около августа 1242 года. Он сохранял свою должность, по крайней мере, до октября 1244 года, но есть неаутентичная хартия, которая предполагает, что он служил на посту конюшего до 1245 года. Кроме того, Иштван также являлся ишпаном графства Врбас (или Орбас) с 1243 по 1244/1245 год, иначе он является первым известным дворянином, который владел этим графством в Нижней Славонии. В 1245—1246 годах он служил в качестве королевского судьи и ишпана (графа) комитата Нитра.
В 1246 году Иштван Гуткелед был избран палатином Венгрии королём Белой IV, заменив на этой должности Дениша Турье. Он занимал эту должность до 1247 или 1248 года. В течение этого времени, в 1246 году, он также управлял комитатом Шомодь. Сохранились три хартии, в которых Иштван судил в Беле, Санто (комитата Зала) и Баксе (комитат Баранья) по судебным делам. Начиная с 1230-х годов, монархи иногда поручали палатинам, наряду с другими баронами королевства, определённые задачи. Например, Иштван Гуткелед и ишпан Чак Хахот получили приказ разрушить мельницы, построенные без разрешения Белы IV на реке Рабе.

## Губернатор Славонии и Штирии

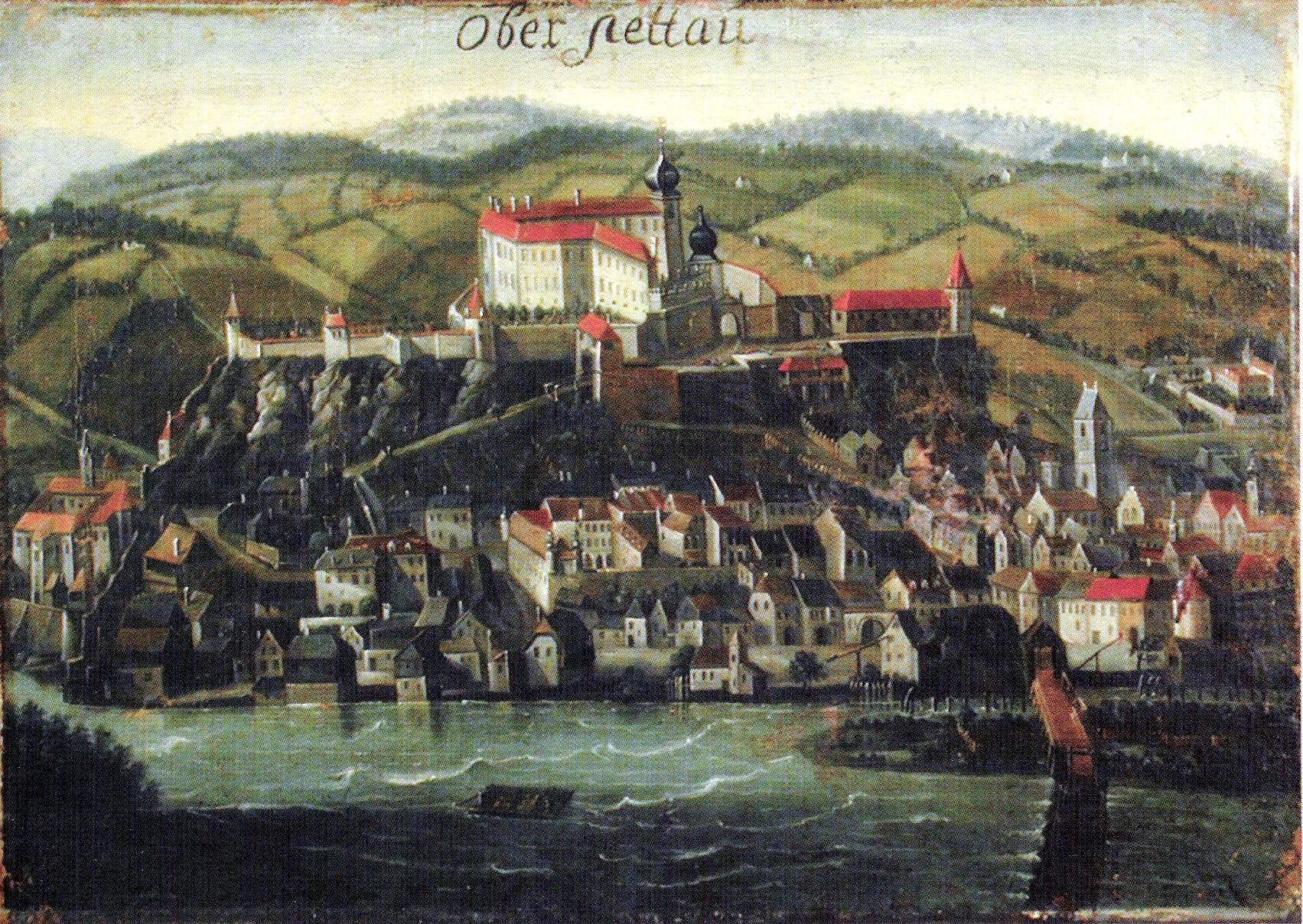
Замок Птуй, резиденция Иштвана Гуткеледа, губернатора Штирии с 1254 по 1259 год

В 1248 году Иштван Гуткелед был назначен баном Славонии. Эту должность он занимал в течение 11-летнего срока, до своей смерти. Он принял титул герцога в 1254 году. Его настоящий титул был «бан и герцог Славонии», согласно королевской хартии, изданной в 1254 году. После монгольского нашествия провинции Славония и Хорватия выполняли важную функцию пограничной обороны, в результате чего королевский титул герцога Славонии был передан в руки влиятельных светских баронов, таких как Дениш Турье и Иштван Гуткелед, в то время как сын короля, герцог Иштван, был всё ещё несовершеннолетним. В Славонии Иштван действовал в качестве наместника Белы, согласно королевской хартии 1248 года. Тем не менее, бан Иштван Гуткелед был вовлечён в конфликт с несколькими далматинскими городами во время своего десятилетия правления. Иштван жил в Загребе и управлял регионом из своего дворца, где у него также был собственный герцогский двор. Он создал вассальную систему в Славонии, королевские слуги и фамильяры были среди его домочадцев. В 1256 году загребский каноник Бенедикт представлял Иштванаа в монетном дворе и палате в Пакраце.
Иштван Гуткелед построил несколько замков (включая Джабланак) вдоль границ в рамках реформ короля Венгрии Белы, введённых после монгольского вторжения. Иштван был первым светским землевладельцем в Венгрии, который основал поселение, когда он поселил жителей острова Раб вдоль стен замка Ябланак.
Бела IV, в соответствии с договором в Прессбурге (ныне Братислава в Словакии), приобрёл герцогство Штирия у своего соперника чешского короля Оттокара II 1 мая 1254 года после ряда войн. Иштван Гуткелед был назначен капитаном Штирии (лат. capitaneus Stirie) в том же году, в то же время сохраняя должности бана и герцога Славонии. Он управлял оккупированной провинцией из замка Петтау (сегодня Птуй, Словения) от имени Белы, который принял титул герцога Штирии, оспаривая претензии Оттокара. Во время своего правления Иштван Гуткелед поддерживал местную церковь и дворянство в Нижней Штирии, но к концу 1256 года часть знати из Верхней Штирии также присоединилась к его союзе.
Однако Иштван Гткелед не смог укрепить венгерское господство в Штирии из-за контрпропаганды и активности чехов. Штирийская знать подняла восстание против венгерского наместника Иштвана Гуткеледа и разгромила его в начале 1258 года. Он безуспешно осаждал свою резиденцию Петтау в первой половине года, защищённое Зайфридом фон Маренбергом, который разгромил венгерские войска. Бан Иштван едва успел скрыться с поля боя, когда переплыл Дунай на своём коне . Ему пришлось бежать из Штирии, однако король Бела и его сын Иштван совместно вторглись в Штирию. Отец и сын используя, главным образом, вспомогательные отряды куманов, и восстановили его сюзеренитет над Штирией. Венгерский король Бела IV назначил своего старшего сына Иштвана новым герцогом Штирии. Их военная кампания была также связана с войной за престол между Филиппом Каринтийским и Ульрихом фон Зеккау за Зальцбургское архиепископство. Герцог Иштван и его капитан Иштван Гуткелед начали грабительский рейд в Каринтии весной 1259 года, в отместку герцогу Ульриху III Каринтийскому (брату архиепископа Филиппа) за поддержку штирийских мятежников. После смерти Иштвана Гуткеледа его место оставалось вакантным, и вскоре после этого провинция была потеряна для венгров, когда штирийские бароны обратились за помощью к королю Чехии Оттокару II, который разгромил венгерскую армию в битве при Крессенбрунне 12 июня 1260 года.
Иштван Гуткелед был также первым баном, который чеканил свой собственный украшенный куницей серебряный динарий во всей Славонии, так называемый banovac или banski denar. Первые монеты были выпущены в 1255 году палатой Пакрака, в соответствии с королевской хартией 1256 года Белы IV. Монеты Иштвана отмечены штирийским влиянием, как писал известный венгерский историк Балинт Хоуман в своей работе в 1916 году. Позднее место чеканки переместилось из Пакрака в Загреб к 1260 году. Его бановак считался валютой высокого качества и, когда чеканка золотых монет началась при короле Карле Роберте в Венгрии в 1323 году, монеты Иштвана Гуткеледа послужили примером и основой для новых флоринов.